# Gianni Capelli
Gianni Capelli (Parma, 8 giugno 1920 – Parma, 26 maggio 2015) è stato un architetto, storico dell'arte, giornalista e saggista italiano.

## Biografia
Trascorre gli anni dell’infanzia e dell’adolescenza a Sissa, dove i genitori gestiscono un negozio di generi alimentari. Studia al Regio Istituto d’Arte di Parma, diplomandosi nel 1938 come “Artiere decoratore” e ottenendo in seguito la licenza superiore (diploma di decoratore) nel giugno 1940. Nello stesso anno si iscrive al liceo artistico presso l'Accademia di Belle Arti di Bologna, frequentando il corso di pittura tenuto dal maestro Virgilio Guidi (titolare della cattedra di pittura) e venendo così in contatto con altri validissimi docenti quali Giorgio Morandi, Paolo Baratta, Arnaldo Barilli, Barzolla ecc.
Chiamato alle armi nella primavera del 1941, alterna al servizio militare periodi di congedo per motivi di studio, fino al conseguimento della maturità artistica (giugno 1941). Nominato sergente, nel giugno 1941 viene inviato prima a Trieste quindi a Pola e a Fiume.
Tra l’agosto 1941 e il dicembre 1942 partecipa alle operazioni di guerra in Croazia e nei Balcani. Rientrato in Italia nel settembre 1943, viene congedato nell’aprile 1944.
Inizia quindi ad insegnare disegno e storia dell'arte presso varie scuole medie e superiori della provincia. In questo periodo inizia a pubblicare articoli di arte e urbanistica, tutti legati alla storia di Parma, presso vari quotidiani e riviste culturali e tecniche.
Nel 1956 si iscrive all’Albo dei giornalisti e inizia una fattiva collaborazione come pubblicista e collaboratore artistico con la Gazzetta di Parma, che durerà per oltre 50 anni. Nel maggio 1959 ottiene sia l’abilitazione all’insegnamento del Disegno nella scuola media (Bologna, 11/05/1959) che l’abilitazione al Disegno e Storia dell’Arte nelle scuole superiori (Roma, 28/05/1959).
Negli anni ’60 inizia anche la pubblicazione di volumi legati alla storia, all’arte e all’urbanistica di Parma, nonché la collaborazione costante con riviste e periodici locali e nazionali quali: “Parma Economica” (rivista della Camera di Commercio per la quale pubblica più di cento articoli), “Presenza Tecnica” (ed. PEI, con la quale collabora costantemente per oltre 40 anni), “Parma nell’Arte”, “Tecnica e Forma”, “Aurea Parma”, “Malacoda” e “Corriere di Parma”.
Tra gli anni ’70 e ’80 dirige per conto dell’editore Battei la “Collana di Storia, Arti Figurative, Architettura e Urbanistica”. Iscrittosi dapprima alla facoltà di architettura dell'
Università di Firenze, passa poi all'Università Iuav di Venezia; interessato in particolare alle lezioni di Leonardo Benevolo e Angelo Scattolin, si laurea nel 1972 a Venezia con la tesi: “La Certosa di Parma, un insediamento Cistercense nel territorio Parmense”, in seguito pubblicato nel 1973 con il titolo “L’Abbazia di San Martino dei Bocci”.
Nel 1973, dopo l’abilitazione all’esercizio della professione, si iscrive all’albo degli architetti.
È stato membro dell’Accademia Nazionale di Belle Arti di Parma, e socio emerito della Deputazione di Storia Patria per le Province Parmensi.
Dal 1993 al 2001 ha fatto parte della Commissione Edilizia del Comune di Parma e nel 1994 ha svolto attività di consulente esterno per il Piano regolatore di Parma.
Nel 1999 ha ricevuto dal Comune di Parma l’attestato di Civica benemerenza del Premio Sant'Ilario, con la motivazione: 
« Per la vasta e unanimemente apprezzata attività di progettista, ricercatore, storico, scrittore e pubblicista, interamente dedicata alla valorizzazione del patrimonio artistico e culturale di Parma e della sua Provincia. »
Muore a Parma all'età di 94 anni il 26 maggio 2015.

## Pubblicazioni
Selezione delle pubblicazioni in ordine cronologico:
- 1958  – I mesi antelamici nel Battistero di Parma – La Nazionale Editrice
- 1961  – Benedetto Antelami e la Deposizione – La Nazionale Editrice
- 1970  – Architettura e Ambiente di Parma – Artegrafica Silva
- 1972  – Parma, una città da vedere – Artegrafica Silva
- 1973  – L’Abbazia di San Martino dei Bocci (Valserena) – ed. Battei
- 1973  – I mesi Antelamici nel Battistero di Parma (ristampa ampliata) – ed. Battei
- 1974  – Il Monumento a Giuseppe Verdi – ed. Battei
- 1974  – Francesco Scaramuzza (con Marco Dall’Olio) – ed. Battei
- 1975  – Benedetto Antelami: la Deposizione nel Duomo di Parma (ristampa ampliata) – ed. Battei
- 1975  – Gli architetti del primo Novecento a Parma – ed. Battei
- 1976  – I mesi antelamici nel Battistero di Parma (3ª ristampa) – ed. Battei
- 1978  – Parma la città storica (con V. Banzola e altri)  – Artegrafica Silva
- 1978  – Parma. Vicende e Protagonisti, opera in tre volumi a cura di Capelli, Marchetti, Molossi – ed. Edison, Bologna
- 1980  – La Deposizione di Benedetto Antelami (3ª ristampa)
- 1981  – Parma com'era – Artegrafica Silva
- 1982  – I mesi antelamici nel Battistero di Parma (4ª ristampa ampliata) – ed. Battei
- 1983  – Il circolo del Castellazzo nel decennale della fondazione (1972–1982) (con M. Cavalli) – ed. Battei
- 1983  – El bajón (con Giuseppe Marchetti) – Artegrafica Silva, Parma
- 1989  – Il mobile Parmigiano dal Medioevo al Novecento – ed. Battei
- 1989  – Piazza Grande – da Parma romana al duemila – ed. Battei
- 1990  – Il teatro Farnese di Parma. Architettura, scene e spettacoli – PPS Editrice
- 1991  – Il Teatro Regio di Parma. Architettura, Scene, spettacoli – ed. Azzali, Parma
- 1992  – Castelli di Parma, rocche e torri dall’Appennino al Po – ed. Battei
- 1994  – Le Botteghe di Parma tra Ottocento e Novecento – PPS Editrice, Parma
- 1994  –  Il castello di Torrechiara - Storia, Architettura, Dipinti (con Pier Paolo Mendogni, foto di Franco Furoncoli) – PPS editrice
- 1994  – Parma la città storica, ristampa aggiornata e ampliata – Artegrafica Silva
- 1995  – Porta San Francesco, nel circuito bastionato di Parma, a cura della Famija Pramzana – ed. Tecnografica, Parma
- 1995  – Atlante Sardi, MCCLXVII (in collaborazione) –  PPS editrice
- 1996  – Sissa e le sue delegazioni (con Gianni Mori) – Tipolitotecnica, Sala Baganza
- 1996  – Il mobile Parmigiano dal Medioevo al Novecento, ristampa ampliata – ed. Battei
- 1996  – Rivivere Parma (con Roberto S. Tanzi, foto di F. Furoncoli) – ed. Battei
- 1997  – Alla ricerca di Parma perduta (Vol. 1) – PPS editrice
- 1998  – Alla ricerca di Parma perduta (Vol. 2) – PPS editrice
- 1998  – Carlo Corvi nella scultura italiana del Novecento, per Cassa di Risparmio di Parma – PPS editrice
- 2000  – Nel Parco Ducale: linguaggio di stagioni e... (con O. Campanini e A. Ceresa) – Tipolitografica, Parma, 2000
- 2000  – La Pilotta dei Farnese – PPS Editrice
- 2003  – Il Teatro Farnese di Parma, 2ª edizione – PPS editrice
- 2005  – Giovanni Mariotti, un protagonista. Trasformazione di Parma tra '800 e '900 – PPS editrice

Ha scritto numerose voci dell'Enciclopedia di Parma (Editore FMR, 1998).
Nel 1994 ha collaborato come Storico dell’architettura alla stesura del volume “Barilla, cento anni di pubblicità e comunicazione” e in seguito, nel 2003, alla stesura dei 4 volumi “Barilla centoventicinque anni di pubblicità e comunicazione” con gli articoli: Sviluppo edilizio e immagine architettonica del Pastificio Barilla – Le esposizioni hanno un cuore antico – I negozi Barilla, vetrina di un’epoca – Erberto Carboni architetto e gli “stands della Barilla”.